# Тедеев, Руслан Анатольевич
Тедеев Руслан Анатольевич (род. 4 ноября 1989, Москва, Россия) — российский боец смешанного стиля, представитель легкой весовой категории. Выступает на профессиональном уровне начиная с 2012 года, свой дебютный бой провёл на турнире M-1 Challenge 36. Победив соперника нокаутом на первой минуте боя.

Известен по участию в турнирах бойцовских организаций Fight Nights Global, M-1 и Golden Team Championship. Выступает за команду «Golden Team».

Является титулованным спортсменом-любителем: чемпион Кубка Мира и чемпионата России по боевому самбо, мастер спорта международного класса по боевому самбо. Мастер спорта по панкратиону. Мастер спорта по смешанным единоборствам, КМС по боксу.

## Биография
Родился 4 ноября 1989 года в городе Мытищи, Московская область.

До 6 лет жил в Северной Осетии, село Октябрьское.

Позже вернулся в Мытищи, где и пошёл в школу.

Служил в армии с 2009 - 2010 года. Род войск: военная разведка. Звание: сержант.

## Спортивная карьера
В школьные годы, с 12 до 17 лет занимался боксом у 2-х кратного чемпиона мира и 6-и кратного чемпиона Европы по профессионалам Александрова Анатолия Ильича, выполнил разряд Кандидат в Мастера спорта.

В 17 лет случайным образом попал на первенство Чемпионата России (до 20 лет) по боевому самбо, где представлял сборную команду города Москвы. На котором провёл три поединка, и все закончил досрочно, тем самым забрав золотую медаль. С этого момента перешёл на Боевое самбо и тренировался под руководством заслуженного тренера России Садыкова Рината Рифовича.